# Blăjenii de Sus
Blăjenii de Sus – wieś w Rumunii, w okręgu Bistrița-Năsăud, w gminie Șintereag. W 2011 roku liczyła 388 mieszkańców.